# بسامد

نمونه‌ای از یک تابع دوره‌ای با بسامد رو به افزایش

بَسامَد یا فِرِکانس (به فرانسوی: Fréquence) برابر «شمار رخداد یک رویداد تکراری» در «یکای زمان» است. ازاین‌رو گاهی به آن بسامد زمانی هم می‌گویند تا بر اختلاف آن با بسامد فضایی تأکید کنند، و گاهی نیز به آن بسامد معمولی می‌گویند تا بر اختلاف آن با بسامد زاویه‌ای تأکید کنند. بسامد به هرتز (Hz) (تبدیل واحد: S^(-1)1=Hz1)اندازه‌گیری می‌شود، که برابر شمار تکرار یک رویداد در ثانیه است. دوره تناوب (به انگلیسی: period) به معنی مدت زمان یک چرخه در یک رویداد تکراری است، از این رو دوره تناوب وارون بسامد است. برای نمونه، اگر قلب در بسامد ۱۲۰ بار در یک دقیقه تپش دارد (۲ هرتز)، دوره تناوب آن T - بازه زمانی بین تپش‌ها - برابر نیم ثانیه است (۶۰ ثانیه تقسیم بر ۱۲۰ تپش). بسامد یک پارامتر مهم است که به‌ویژه در علوم و مهندسی، برای تعیین نرخ پدیده‌های نوسانی و ارتعاشی از آن استفاده می‌شود، مانند ارتعاش مکانیکی، سیگنال صوتی (صدا)، امواج رادیویی و نور.

## تعاریف و یکاها

یک آونگ با دوره تناوب ۲٫۸ ثانیه و بسامد ۰٫۳۶ Hz(دوره تناوب آونگ برابر با)

برای پدیده‌های تناوبی مانند نوسان، امواج، یا برای نمونه‌های حرکت هماهنگ ساده، اصطلاح بسامد به صورت شمار تناوب یا ارتعاش در یکای زمان شناخته می‌شود. نماد مرسوم بسامد f است؛ حرف یونانی {\displaystyle \nu } (nu) هم برای این کار استفاده می‌شود. دوره تناوب {\displaystyle T} برابر زمان نیاز برای تکمیل یک چرخه از یک نوسان است. رابطه میان بسامد و دوره تناوب با این معادله بیان می‌شود:
{\displaystyle f={\frac {1}{T}}.}
از اصطلاح «بسامد زمانی» برای تأکید روی آنکه بسامد توسط شمار رخداد یک رویداد تکراری در یکای زمان، و نه یکای فاصله، مشخص می‌شود، استفاده می‌شود.
یکای فرعی SI برای بسامد هرتز (Hz) است، که از نام فیزیکدان آلمانی هاینریش هرتز از کمیسیون بین‌المللی الکتروتکنیک در سال ۱۹۳۰ گرفته شده‌است. این یکا به‌دست CGPM (کنفرانس عمومی وزن و اندازه‌گیری) در سال ۱۹۶۰ پذیرفته شده‌است، و به صورت رسمی جایگزین نام پیشین‌اش «چرخه در ثانیه» (cps) شده‌است. یکای SI برای دوره تناوب، مانند همۀ اندازه‌گیری‌های زمان، ثانیه است. یک یکای سنتی برای اندازه‌گیری، که همراه با وسایل مکانیکی دورانی استفاده می‌شود، «دور بر دقیقه» است که کوتاه‌شدۀ آن r/min یا rpm است. 60 rpm برابر یک هرتز است.
امواج دریایی تولید شده به‌دست باد، از دیدگاه دوره تناوب‌شان (و نه بسامد) توصیف می‌شوند.

## دوره تناوب دربرابر بسامد
برای آسانی، امواج بزرگتر و آهسته‌تر، مانند امواج سطحی اقیانوس، گرایش دارند که به‌دست دوره موج و نه بسامد توصیف شوند. امواج کوتاه و تند، مانند صدا و رادیو، معمولاً با بسامدشان (به جای دوره تناوب‌شان) توصیف می‌شوند. برخی از تبدیل‌های معمول در زیر فهرست شده‌است:
| بسامد      | 1 mHz (10−3 Hz) | 1 Hz (100 Hz) | 1 kHz (103 Hz) | 1 MHz (106 Hz) | 1 GHz (109 Hz) | 1 THz (1012 Hz) |
| دوره تناوب | 1 ks (103 s)    | 1 s (100 s)   | 1 ms (10−3 s)  | ۱ µs (10−6 s)  | 1 ns (10−9 s)  | 1 ps (10−12 s)  |

## انواع مرتبط بسامد

نمودار رابطه میان انواع مختلف بسامد و دیگر ویژگی‌های موج.

- بسامد زاویه‌ای، که معمولاً با حرف یونانی ω (اومگا) نشان داده می‌شود، با نرخ تغییر جابه‌جایی زاویه‌ای (در مدت چرخش)، θ (تتا) یا نرخ تغییر فاز یک حالت‌موج سینوسی (به‌ویژه در نوسان و امواج) یا به صورت نرخ تغییر آرگومان به تابع سینوس شناخته می‌شود:

{\displaystyle y(t)=\sin \left(\theta (t)\right)=\sin(\omega t)=\sin(2\mathrm {\pi } ft)} {\displaystyle {\frac {\mathrm {d} \theta }{\mathrm {d} t}}=\omega =2\mathrm {\pi } f}
بسامد زاویه‌ای معمولاً به صورت رادیان در ثانیه (rad/s) اندازه‌گیری می‌شود، اما برای سیگنال‌های زمان-گسسته، می‌توان آن را به گونۀ رادیان در بازه نمونه‌گیری هم بیان کرد، که یک کمیت بدون بعد است. بسامد زاویه‌ای (در rad/s) از بسامد معمولی (در Hz) با یک عامل ۲π بزرگتر است.
- بسامد فضایی همانند بسامد زمانی است، اما محور زمانی با یک یا بیشتر محور جابه‌جایی فضایی جایگزین شده‌است، مانند:

{\displaystyle y(t)=\sin \left(\theta (t,x)\right)=\sin(\omega t+kx)} {\displaystyle {\frac {\mathrm {d} \theta }{\mathrm {d} x}}=k}
عدد موج، k، همانند بسامد فضایی برای بسامد زمانی زاویه‌ای است، و در یکای رادیان در متر اندازه‌گیری می‌شود. اگر بیشتر از یک بعد فضایی داشته باشیم، عدد موج یک کمیت برداری خواهد بود.

## در انتشار امواج
برای امواج متناوب در رسانه‌های غیرپاششی، (یعنی رسانه‌ای که سرعت موج مستقل از بسامد است)، بسامد رابطه وارونی با طول‌موج λ (لامبدا) دارد. حتی در رسانه پاششی، بسامد f برای یک موج سینوسی برابر سرعت فازی v برای موج، تقسیم بر طول موج λ برای موج است:
{\displaystyle f={\frac {v}{\lambda }}.}
در حالت بخصوصی که امواج الکترومغناطیسی که در خلاء حرکت می‌کنند، v = c است که در آن c سرعت نور در خلاء است، و این عبارت به این صورت می‌شود:
{\displaystyle f={\frac {c}{\lambda }}.}
زمانی که امواج از یک منبع تک‌رنگ از یک رسانه به دیگری حرکت می‌کند، بسامد آن‌ها ثابت می‌ماند (تنها طول‌موج و سرعت آن‌ها تغییر می‌کند).

## اندازه‌گیری
اندازه‌گیری بسامد به این شیوه‌ها انجام‌پذیر است:

### شمارش
محاسبه بسامد یک رویداد تکراری به‌دست شمارش شمار بارهایی که رویداد در یک دوره زمانی به‌خصوص رخ می‌دهد، و سپس تقسیم‌کردن این شمار بر طول زمان دوره انجام می‌شود. برای نمونه، اگر ۷۱ رویداد در ۱۵ ثانیه بروز کند، بسامد این اندازه است:
{\displaystyle f={\frac {71}{15\,{\text{s}}}}\approx 4.73\,{\text{Hz}}}
اگر شمار رقم خیلی بزرگ نباشد، دقیق‌تر است که بازه زمانی را برای شمار از پیش معین از رخدادها اندازه‌گیری کنیم، به‌جای آنکه شمار رخداد را در یک بازه معین اندازه بگیریم. روش دوم یک خطای تصادفی به رقم میان صفر و یک معرفی می‌کند، از این رو به صورت میانگین نصف رقم است. به این موضوع «خطای دروازه‌ای» گفته می‌شود، و منجر به یک خطای میانگین در بسامد محاسبه شده به اندازه {\textstyle \Delta f={\frac {1}{2T_{m}}}} یا یک خطای کسری به اندازه {\textstyle {\frac {\Delta f}{f}}={\frac {1}{2fT_{m}}}} می‌شود که در آن {\displaystyle T} بازه زمانی و {\displaystyle f} همان بسامد اندازه‌گیری شده‌است. این خطا با بسامد کاهش می‌یابد، از این رو، این موضوع معمولاً یک دشواری در بسامد‌های پایین است که در آن شمار N کم است.

### چرخش‌بین (استروبوسکوپ)
یک روش قدیمی برای اندازه‌گیری بسامد اشیای چرخنده یا ارتعاشی به‌کارگیری یک چرخش‌بین یا استروبوسکوپ است. این ابزار، یک نور چشمک‌زن تکراری شدید (نور چشمک‌زن یا نور استروب) دارد که بسامد آن با یک مدار زمانی مدرج تنظیم‌پذیر است. نور استروب به یک شیء دورانی اشاره دارد و بسامد آن به سمت بالا و پایین تنظیم می‌شود. هنگامی که بسامد استروب برابر بسامد شیء چرخشی یا ارتعاشی است، میان چشمک‌های نور، شیء یک چرخش نوسانی را کامل می‌کند، و به جایگاه نخستینش برمی‌گردد، از این رو هنگامی که شیء به‌دست استروب نورانی می‌شود، شیء مانا به نظر می‌رسد. سپس بسامد را می‌توان با بازخوانی مدرج روی چرخش‌بین خوانده شود. یک ایراد این روش آن است که شیء متناوب در ضرب صحیح از بسامد استروب‌شده هم مانا به نظر می‌رسد.

### شمارش‌گر بسامد

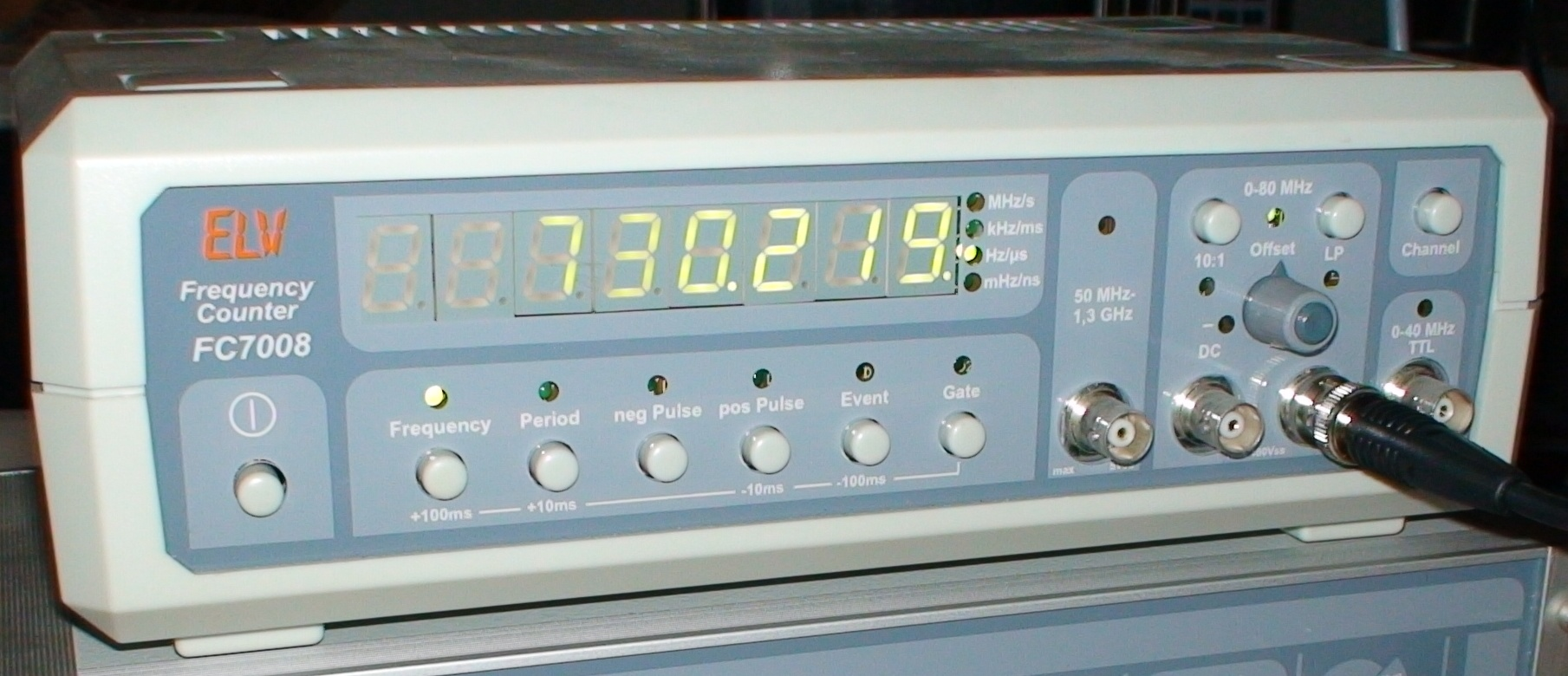
یک شمارش‌گر بسامد مدرن

بسامدهای بالاتر معمولاً با یک شمارش‌گر بسامد اندازه‌گیری می‌شود. این یک ابزار الکترونیکی است که بسامد یک سیگنال الکترونیکی تکراری عملی را اندازه‌گیری می‌کند، و نتیجه را به هرتز در یک نمایش‌گر دیجیتالی نمایش می‌دهد. این دستگاه از منطق دیجیتال برای شمارش شمار چرخه‌ها در یک بازه زمانی (که با یک پایۀ زمانی کوارتز دقیق بنا شده‌است) استفاده می‌کند. فرایندهای چرخشی که الکتریکی نیستند، مانند نرخ چرخش یک شافت، ارتعاش مکانیکی، یا امواج صوتی، را می‌توان با مبدل، به یک سیگنال الکترونیکی تکراری تبدیل نمود، و سپس سیگنال را به یک شمارش‌گر بسامد اعمال کرد. تا سال ۲۰۱۸، شمارش‌گرهای بسامد توانایی پوشش محدوده‌ای تا حدود 100 GHz را داشته‌اند. این موضوع نمایان‌گر حد روش‌های شمارش مستقیم است؛ بسامدهای بالاتر از این را باید با روش‌های غیرمستقیم اندازه‌گیری کرد.

### روش‌های دگرآمیزی یا هیتروداین
برای بسامدهای بالاتر از بسامد شمارش‌گرها، بسامد سیگنال‌های الکترومغناطیسی معمولاً به صورت غیرمستقیم به کمک هیتروداین یا دگرآمیزی (تبدیل بسامد) اندازه‌گیری می‌شود. در اینجا یک سیگنال مرجع از بسامد شناخته‌شده که نزدیک بسامد ناشناخته است با بسامد ناشناخته، در یک وسیله ترکیب غیرخطی، مانند دیود، ترکیب می‌شود. این منجر به یک سیگنال دگرآمیزی یا «ضربه» در تفاوت بین دو بسامد می‌شود. اگر دو سیگنال از نظر بسامدی به هم نزدیک باشند، دگرآمیزی به اندازه‌ای کم است که با یک شمارش‌گر بسامد اندازه‌گیری شود. این فرایند تنها تفاوت میان بسامد ناشناخته و بسامد مرجع را اندازه‌گیری می‌کند. برای رسیدن به بسامدهای بالاتر، چندین مرحله از دگرآمیزی قابل استفاده است. پژوهش فعلی این روش را به بسامدهای فروسرخ و نوری گسترش می‌دهد (تشخیص دگرآمیزی نوری).

## بخش‌بندی باندهای بسامدی
| محدودهُ بسامد    | نام محدودهُ بسامد               | کوتاه شده | بخش‌بندی باند                | شماره باند |
| --------------- | ------------------------------ | --------- | --------------------------- | ---------- |
| (۳۰– ۳)Hz       | بسامد‌های فوق‌العاده پایین       | ELF       | Extremely Low Frequencies   | ۱          |
| (۳۰۰۰– ۳۰۰)Hz   | بسامد صدا                      | VF        | Voice Frequencies           | ۲          |
| (۳۰– ۳)KHz      | بسامد‌های بسیار پایین           | VLF       | Very Low Frequencies        | ۳          |
| (۳۰۰– ۳۰)KHz    | بسامد‌های پایین                 | LF        | Low Frequencies             | ۴          |
| (۳۰۰۰– ۳۰۰)KHz  | بسامد‌های متوسط                 | MF        | Medium Frequencies          | ۵          |
| (۳۰– ۳)MHz      | بسامد‌های بالا                  | HF        | High Frequencies            | ۶          |
| (۳۰۰– ۳۰)MHz    | بسامد‌های بسیار بالا            | VHF       | Very High Frequencies       | ۷          |
| (۳۰۰۰– ۳۰۰)MHz  | بسامد‌های ماورای بالا           | UHF       | Ultrahigh Frequencies       | ۸          |
| (۳۰– ۳)GHz      | بسامد‌های فوق‌العاده بسیار بالا  | SHF       | Super-High Frequencies      | ۹          |
| (۳۰۰– ۳۰)GHz    | بسامد‌های فوق‌العاده به شدت بالا | EHF       | Extremely High Frequencies  | ۱۰         |
| ۳۰۰ GHz - 3 THz | تراهرتز                        | THF       | Tremendously High Frequency | ۱۱         |

در اندازه‌گیری بسامد صدا، امواج الکترومغناطیسی (مانند امواج رادیویی یا نور)، سیگنال‌های الکتریکی یا دیگر امواج، بسامد بر حسب هرتز، شمار چرخه‌های شکل موج تکرارشونده است. اگر موج، صدا باشد، بسامد آن چیزی است که نواک (زیر و بمی) این موج را مشخص می‌کند.
بسامد رابطه وارونی با طول موج دارد. بسامد f برابر است با سرعت v موج تقسیم بر طول موج:
{\displaystyle f={\frac {v}{\lambda }}}
در موارد خاص که امواج الکترومغناطیسی از خلأ عبور می‌کنند، v=c که در آن c برابر سرعت نور در خلأ است و این عبارت به صورت زیر در می‌آید:
{\displaystyle f={\frac {c}{\lambda }}}
نکته:برخی بسامدها با حواس دیگر مانند بینائی و بویائی سنجیده می‌شوند

## نمونه‌ها

### نور

طیف کامل تابش الکترومغناطیسی که آن بخش از طیف که برای چشم دیداری است بزرگ شده‌است.

نور دیداری یک موج الکترومغناطیس است، که دارای میدان‌های الکتریکی و مغناطیسی است که در فضا حرکت می‌کنند. بسامد موج تعیین‌کننده رنگ آن است: 400 THz یا ۴×۱۰۱۴ Hz برابر نور قرمز و 800 THz یا (۸×۱۰۱۴ Hz) برابر نور بنفش است، و میان این‌ها (در محدوده 400–800 THz) همه رنگ‌های دیگر طیف دیداری یا مرئی قرار دارد. یک موج الکترومغناطیسی با بسامد کمتر از ۴×۱۰۱۴ Hz برای چشم انسان نادیداری است؛ به این موج‌ها تابش فروسرخ (IR) گفته می‌شود. در بسامد‌های کمتر، به این موج ریزموج گفته می‌شود، و در بسامدهای هنوز کمتر به آن موج رادیویی گفته می‌شود. به صورت مشابه، امواج الکترومغناطیسی با بسامد بالاتر از ۸×۱۰۱۴ Hz نیز برای چشم انسان نادیداری است؛ به این موج‌ها تابش فرابنفش (UV) گفته می‌شود. موج‌های با بسامد بالاتر پرتو ایکس نام دارند، و هنوز بالاتر پرتو گاما هستند.
همه این امواج، از پایین‌ترین-بسامد امواج رادیویی تا بالاترین-بسامد پرتو گاما، از بنیاد یکسان هستند، به همه آن‌ها تابش الکترومغناطیسی گفته می‌شود. همه آن‌ها در خلاء با یک سرعت همانند حرکت می‌کنند (سرعت نور)، که این مایه می‌شود طول‌موج آن‌ها به صورت وارون با بسامدشان متناسب شود.
{\displaystyle \displaystyle c=f\lambda }
که در آن c سرعت نور (c در خلاء یا کمتر در دیگر رسانه‌ها)، f بسامد است و λ طول‌موج است.
در رسانه‌های پاششی، مانند شیشه، سرعت به بسامد وابسته است، از این رو طول‌موج کاملاً به صورت وارون متناسب با بسامد نیست.

### صدا

طیف موج صوتی، که برخی کاربردها در آن برجسته شده‌است.

صدا به صورت امواج ارتعاش مکانیکی فشار و جابجایی، در هوا و دیگر مواد پخش می‌شود. به صورت کلی، مولفه‌های بسامدی صدا تعیین‌کننده «رنگ» آن یا رنگ آن هستند. هنگامی که دربارهٔ بسامد (به صورت منفرد) از یک صدا صحبت می‌کنیم، این یعنی ویژگی که بیشتر تعیین‌کننده نغمه(زیروبمی) آن است.
بسامدهایی که گوش می‌تواند آن را بشوند به یک محدوده به‌خصوص از بسامدها محدود است. محدوده بسامدی شنیداری برای انسان‌ها معمولاً میان 20 Hz و 20,000 Hz (20 kHz) است، اگرچه حد بسامد بالایی معمولاً با سن کاهش می‌یابد. گونه‌های دیگر موجودات محدوده شنوایی متفاوتی دارند. برای نمونه، برخی از نژادهای سگ می‌توانند ارتعاش‌هایی تا 60,000 Hz را درک کنند.
در دیگر رسانه‌ها، مانند هوا، سرعت صوت تقریباً مستقل از بسامد است، از این رو طول‌موج امواج صدا (فاصله بین تکرارها) تقریباً به صورت وارون با بسامد متناسب است.

### خط جریان
در اروپا، آفریقا، استرالیا، ساکنان جنوب آمریکای جنوبی، بیشتر آسیا، و روسیه، بسامد جریان متناوب در پریزهای الکتریکی خانگی برابر ۵۰ هرتز (نزدیک تون G) است، درحالی‌که در آمریکای شمالی و ساکنان شمال آمریکای جنوبی، بسامد جریان متناوب در پریزهای الکتریکی خانگی ۶۰ هرتز است (بین تن‌های B♭ و B، یعنی، یک سوم کوچک بالای بسامد اروپایی). بسامد «وزوز» در ضبط صدا نشان‌دهنده آن است که ضبط در کجا انجام شده‌است، در کشورهایی که از شبکه بسامد اروپایی یا اینکه آمریکایی استفاده می‌کنند.

## بسامد نادوره‌ای
بسامد نادوره‌ای برابر نرخ رویداد یا رخداد یک پدیده نامتناوب، شامل فرایندهای تصادفی، مانند واپاشی هسته‌ای است. این موضوع در یکای اندازه‌گیری ثانیه وارون (s−1)، یا، در حالات رادیواکتیو بکرل بیان می‌شود.
این موضوع به صورت یک نسبت f = N/T شناخته می‌شود، که دارای شمار بارهایی است که یک رخداد (N) در یک مدت زمان (T) روی می‌دهد؛ این موضوع یک کمیت فیزیکی از گونۀ نرخ زمانی است.

## بسامد در آمار
در دانش آمار فرکانسیک واقعه برابر است با شمار بارهای رخ دادن یک رویداد در آزمایش یا مطالعه‌ای که در یک دوره زمانی صورت می‌گیرد. بسامدها معمولاً به صورت گرافیکی در نمودار بافت‌نگاشت نمایش داده می‌شوند.

## تاثیر بسامد بر مغز[۱۷]
تأثیر بسامد بر مغز یک موضوع پژوهشی پیچیده‌است که در حال حاضر تا حد زیادی به‌دست دانشمندان بررسی شده‌است. مغز انسان فعالیت‌های الکتریکی تولید می‌کند که می‌توان آن‌ها را به عنوان امواج مغزی یا همان موج‌های EEG الکتروانسفالوگرام نامید. این موج‌ها بر پایۀ بسامد و نوع فعالیت مغزی به پنج دسته بخش‌بندی می‌شوند:
۱. امواج دلتا (Delta):
```
 - بسامد: کمتر از ۴ هرتز
 - فعالیت: درخواب عمیق و فعالیت‌های ترمیمی مغز
```

۲. امواج تتا (Theta):
```
 - بسامد: ۴ تا ۸ هرتز
 - فعالیت: در حالت خواب عمیق، خواب REM، و در برخی از وضعیت‌های ذهنی خاص
```

۳. امواج آلفا (Alpha):
```
 - بسامد: ۸ تا ۱۳ هرتز
 - فعالیت: در حالت خواب خفیف، استراحت و وضعیت‌های ذهنی آرام
```

۴. امواج بتا (Beta):
```
 - بسامد: ۱۳ تا ۳۰ هرتز
 - فعالیت: در وضعیت‌های ذهنی فعال، تمرکز، بیداری و فعالیت‌های روزمره
```

۵. امواج گاما (Gamma):
```
 - بسامد: ۳۰ هرتز به بالا
 - فعالیت: در وضعیت‌های ذهنی مرتبط با تمرکز بالا، یادگیری، حل مسائل پیچیده و وضعیت‌های ذهنی خاص
```

در ادامه می‌توان به پنج اثر بسامد بر کارکرد ذهنی مغز اشاره کرد:
```
۱. افزایش تمرکز:
 - امواج بتا و گاما معمولاً با افزایش تمرکز و حل مسائل پیچیده مرتبط هستند.
```

```
۲. آرامش و استراحت:
 - امواج آلفا اغلب با وضعیت‌های استراحت، آرامش و حالت‌های ترنج مرتبط می‌شوند.
```

```
۳. فعالیت ذهنی عمیق:
 - امواج دلتا معمولاً با فعالیت‌های ذهنی عمیق و خواب مرتبط هستند.
```

```
۴. تحلیل حرکات چشم:
 - امواج تتا اغلب با حالت خواب REM (راپید ای یو موومنت) و تحلیل حرکات چشم مرتبط می‌شوند.
```

```
۵. حالت‌های تغییر یافته ذهنی:
 - امواج گاما اغلب در حالت‌های ذهنی تغییر یافته مانند تفکر ابتکاری، خلاقیت و حل مسائل پیچیده دیده می‌شوند.
```

هر فرد و هر شرایط ذهنی ممکن است موج‌های مغزی خود را بر پایۀ وضعیت و شرایط خود تغییر دهد. این تفاوت‌ها و تغییرات ممکن است ناشی از عوامل مختلفی مانند فشار روانی، تغییر در وضعیت خواب، یادگیری، و حتی مصرف مواد مخدر باشند.